# Hal Linden
Hal Linden (nacido Harold Lipshitz, 20 de marzo de 1931) es un actor de teatro y cine, director de televisión y músico estadounidense.
Linden comenzó su carrera como músico y cantante de big band en la década de 1950. Después de una temporada en el ejército de los Estados Unidos, comenzó una carrera como actor, primero trabajando en producciones de verano y fuera de Broadway. Linden encontró el éxito en Broadway cuando reemplazó a Sydney Chaplin en el musical Bells Are Ringing. En 1962, interpretó a Billy Crocker en la reposición Off-Broadway del musical de Cole Porter Anything Goes. En 1971, ganó un premio Tony al mejor actor principal por su interpretación de Mayer Rothschild en el musical The Rothschilds.
En 1974, Linden consiguió su papel más conocido como el personaje principal en la serie de comedia de televisión Barney Miller. El papel le valió siete nominaciones a los Premios Primetime Emmy y tres Premios Globo de Oro. Durante la emisión de la serie, Linden también presentó dos series educativas, Animals, Animals, Animals y FYI. Ganó dos Premios Daytime Emmy especiales por la última serie. Linden ganó un tercer premio Daytime Emmy por un papel de estrella invitada en CBS Schoolbreak Special en 1995. Desde entonces, Linden ha continuado su carrera en el escenario, en películas y en papeles de estrella invitada en televisión. Lanzó su primer álbum de estándares de pop y jazz, It's Never Too Late, en 2011.

## Primeros años
Hal Linden nació el 20 de marzo de 1931 en El Bronx, Nueva York, Nueva York, como hijo menor de Frances (née Rosen) y Charles Lipshitz, un judío lituano que emigró a los Estados Unidos en 1910 y era dueño de su propia tienda de imprenta. El hermano mayor de Hal, Bernard, se convirtió en profesor de música en la Universidad Estatal de Bowling Green. Linden asistió a la Herman Ridder Junior High School y a la High School of Music and Art, y luego estudió música en el Queens College, City University of New York. Más tarde se matriculó en Baruch College y luego en el City College of New York, donde recibió una licenciatura en negocios.
Durante su juventud, Linden quería ser cantante y director de big band. Antes de embarcarse en una carrera en la música, decidió cambiar su nombre y dijo: "'Swing and Sway with Harold Lipshitz' simplemente no analizó". Mientras viajaba en un autobús de Filadelfia a Nueva York a través de la ciudad de Linden, Nueva Jersey, vio el nombre de Linden en la torre de agua y cambió su nombre a Hal Linden. Durante la década de 1950, realizó una gira con Sammy Kaye, Bobby Sherwood y otras grandes bandas de la época. Linden tocaba el saxofón y el clarinete y también cantaba.
Se alistó en el Ejército de los Estados Unidos en 1952 y fue enviado a Fort Belvoir y tocó en la Banda del Ejército de los Estados Unidos. Mientras estaba en Fort Belvoir, un amigo le recomendó que viera la producción itinerante de Guys and Dolls en Washington D. C.. Después de ver el espectáculo, Linden decidió convertirse en actor. Fue dado de baja del ejército en 1954.

## Carrera
Linden reemplazó a Sydney Chaplin en la producción de Bradway de Bells Are Ringing en 1958. Hizo otra actuación de teatro en Nueva York en 1962 cuando apareció como Billy Crocker en el revival de Anything Goes de Cole Porter.
La carrera de Linden se desaceleró en la década de 1960. Durante este tiempo, dobló diálogos en inglés para varias películas extranjeras, hizo trabajos de doblaje para comerciales y cantó jingles, y actuó en musicales industriales como Diesel Dazzle (1966). Su carrera revivió en la década de 1970 cuando fue elegido como Mayer Rothschild en el musical de 1971 The Rothschilds. El papel le valió un premio Tony al mejor actor principal en un musical. En 1973, coprotagonizó junto a Tony Lo Bianco la película para televisión de la NBC Mr. Inside/Mr. Outside. La película estaba destinada a ser el piloto de una serie propuesta, pero la cadena no la recogió.

### Barney Miller
En 1974, Linden obtuvo el papel protagónico en la comedia de situación policial de la televisión ABC Barney Miller. Interpretó al capitán del mismo nombre de la comisaría 12 en Greenwich Village, Manhattan, ciudad de Nueva York. Obtuvo siete nominaciones a los premios Emmy por su trabajo en la serie, una por cada temporada. Linden está empatado con Matt LeBlanc y John Goodman en las nominaciones a los premios Emmy al actor principal más destacado en una serie de comedia sin haber ganado nunca. También obtuvo cuatro nominaciones al Globo de Oro como mejor actor de serie de televisión - Comedia o musical. La serie se emitió de 1975 a 1982. Linden dijo más tarde que dejar Broadway para trabajar en Barney Miller fue su acto más irracional y también una de sus mejores decisiones.
Durante la carrera de Barney Miller, Linden se desempeñó como narrador y presentador de los programas infantiles de ABC Animals, Animals, Animals y FYI. Ganó dos Premios Daytime Emmy por Logro Individual Sobresaliente por su trabajo como presentador en FYI en 1984 y 1985.

### Carrera posterior
Después de que Barney Miller terminara en 1982, Linden apareció en varias películas para televisión, incluida I Do! I Do! (1982), la adaptación televisiva del musical del mismo nombre, y Starflight: The Plane That Couldn't Land (1983). También en 1982, fue la primera elección de los productores para el papel protagónico del Dr. Donald Westphall en St. Elsewhere, pero rechazó la oportunidad sin leer el guion ni conocer a los productores, porque quería tomarse un descanso de la televisión.
En 1984, coprotagonizó la película para televisión Second Edition. La película estaba destinada a ser una serie, pero CBS no la recogió. Al año siguiente, Linden interpretó al director del estudio Jack L. Warner en la película biográfica para televisión My Wicked, Wicked Ways: The Legend of Errol Flynn.
En 1986, Linden regresó a la televisión episódica en la serie de NBC Blacke's Magic. Interpretó al personaje principal, Alexander Blacke, un mago que resuelve misterios con la ayuda de su padre Leonard (Harry Morgan), un mago de carnaval retirado y, a veces, estafador. La serie fue cancelada después de 13 episodios. En 1988, coprotagonizó la comedia romántica A New Life, dirigida por Alan Alda. En 1992, Linden volvió a probar suerte en la televisión con el papel principal en la serie de comedia dramática Jack's Place. En la serie, Linden interpretó a Jack Evans, un músico de jazz retirado que dirigía un restaurante frecuentado por clientes que aprendían lecciones sobre el amor. Los críticos compararon a menudo el programa con The Love Boat, ya que presentaba una estrella invitada semanal diferente. La serie se estrenó como un reemplazo de mitad de temporada, pero le fue lo suficientemente bien en las calificaciones para que ABC ordenara episodios adicionales. La audiencia pronto disminuyó y ABC decidió cancelar la serie en 1993. Al año siguiente, Linden apareció en la comedia de situación de CBS The Boys Are Back. Esa serie también tuvo una calificación baja y se canceló después de 18 episodios. En 1995, Linden ganó su tercer premio Daytime Emmy por su papel de estrella invitada en 1994 como el rabino Markovitz en CBS Schoolbreak Special.
En 1996, Linden tuvo un papel secundario en la película para televisión The Colony, junto a John Ritter y June Lockhart. El papel fue un punto de partida para Linden, ya que interpretó al villano jefe de una asociación de propietarios de una comunidad cerrada. En 1999, tuvo un papel de invitado en la última película para televisión de reunión de The Rockford Files, The The Rockford Files: If It Bleeds... It Leads. Continuó su carrera a finales de la década de 1990 y la década de 2000 con papeles como invitado en Touched by an Angel, The King of Queens, Gilmore Girls, Law & Order: Criminal Intent y Hot in Cleveland. También narró episodios de Biography y The American Experience, e hizo la voz del Dr. Selig en la serie animada El Proyecto Zeta. En 2002, Linden recibió una Golden Palm Star en Palm Springs, California, Walk of Stars.
Linden continuó teniendo una carrera teatral activa. Apareció en la producción de Toronto de Martes con mi viejo profesor en 2009. En julio de 2011, apareció junto a Christina Pickles en la producción de Colony Theatre de On Golden Pond. En 2011, Linden protagonizó una producción itinerante de Shine con talento profesional local. Linden también protagonizó Under My Skin, que se estrenó en el Pasadena Playhouse el 19 de septiembre de 2012 y se prolongó hasta octubre de 2012. En 2013, Linden actuó como estrella invitada en un episodio de la octava temporada de Supernatural como rabino. En 2014, Linden fue estrella invitada en un episodio de la serie de comedia 2 Broke Girls. En 2015, apareció en el Old Globe Theatre en el estreno de la costa oeste de The Twenty Seventh Man, protagonizada por Yevgeny Zunser.

## Vida personal
Linden es el portavoz del Fondo Nacional Judío, cargo que ocupa desde 1997.
Linden conoció a la bailarina Fran Martin mientras hacía acciones de verano en 1955. Se casaron en 1958 y tuvieron cuatro hijos. Martín murió en 2010.
En 1984, Linden narró un cortometraje sobre el expresidente Harry S. Truman, que se proyectó durante la Convención Nacional Demócrata de ese año.

## Créditos en Broadway
| Fecha                                         | Producción                             | Papel                              |
| --------------------------------------------- | -------------------------------------- | ---------------------------------- |
| 29 de noviembre de 1956-7 de marzo de 1959    | Bells Are Ringing                      | Jeff Moss (Reemplazo)              |
| 19 de diciembre de 1960-3 de junio de 1961    | Wildcat                                | Matt (Reemplazo)                   |
| 8 de mayo de 1962-9 de diciembre de 1962      | Anything Goes (revival Off-Broadway)   | Billy Crocker                      |
| 10-21 de noviembre de 1964                    | Something More!                        | Dick                               |
| 17 de octubre de 1965 – 11 de junio de 1966   | On a Clear Day You Can See Forever     | Dr. Mark Bruckner, Edward Moncrief |
| 11 de abril de 1967 – 13 de enero de 1968     | Illya Darling                          | No Face                            |
| 4 – 27 de abril de 1968                       | The Education of H*Y*M*A*N K*A*P*L*A*N | Yissel Fishbein                    |
| 16 de octubre de 1969 – 10 de enero de 1970   | Three Men on a Horse                   | Charlie                            |
| 19 de octubre de 1970 – 1 de enero de 1972    | The Rothschilds                        | Mayer Rothschild                   |
| 26 – 29 de enero de 1972                      | The Sign in Sidney Brustein's Window   | Sidney Brustein                    |
| 9 de diciembre de 1973 – 3 de febrero de 1974 | The Pajama Game                        | Sid Sorokin                        |
| 19 de noviembre de 1985 – 17 de enero de 1988 | I'm Not Rappaport                      | Nat (Reemplazo)                    |
| 18 de marzo de 1993 – 16 de julio de 1994     | The Sisters Rosensweig                 | Mervyn Kant (Reemplazo)            |
| 29 de abril – agosto de 2002                  | Cabaret                                | Herr Schultz (Reemplazo)           |
| 24 de abril – 13 de mayo de 2001              | The Gathering                          | Gabe                               |

## Filmografía

### Películas
| Año  | Título                                   | Papel                         | Notas                                                 |
| ---- | ---------------------------------------- | ----------------------------- | ----------------------------------------------------- |
| 1960 | Suena el teléfono                        | Cantante de "The Midas Touch" |                                                       |
| 1964 | That Man from Rio                        | Voz                           | Versión en inglés, título alternativo: L'Homme de Rio |
| 1967 | Gojira, Ebira, Mosura Nankai no Daikettō | Akira Takarada                | Voz, Versión en inglés                                |
| 1968 | Kaijū Sōshingeki                         | Akira Kubo                    | Voz, Versión en inglés                                |
| 1979 | When You Comin' Back, Red Ryder?         | Richard Ethridge              |                                                       |
| 1980 | Deathquake                               | Narrador                      | Versión en inglés                                     |
| 1988 | A New Life                               | Mel Arons                     |                                                       |
| 1996 | Just Friends                             | Mr. Barton                    |                                                       |
| 1997 | The Others                               | Director Richard Meltzer      |                                                       |
| 1997 | Out to Sea                               | Mac Valor                     |                                                       |
| 1999 | Jump                                     | Shrink                        |                                                       |
| 2001 | Dumb Luck                                | Blaine Mitchell               |                                                       |
| 2002 | Time Changer                             | The Dean                      |                                                       |
| 2005 | Freezerburn                              | Roderick Carr                 |                                                       |
| 2008 | Light Years Away                         | Abuelo Sommers                |                                                       |
| 2016 | Stevie D                                 | Max Levine                    |                                                       |
| 2018 | The Samuel Project                       | Samuel                        |                                                       |
| 2019 | Grand-Daddy Day Care                     | Gabe                          |                                                       |
| 2023 | You People                               | Mr. Greenwald                 |                                                       |

### Televisión
| Año       | Título                                            | Papel                     | Notas                                                          |
| --------- | ------------------------------------------------- | ------------------------- | -------------------------------------------------------------- |
| 1957      | Producers' Showcase                               |                           | Episodio: "Ruggles of Red Gap"                                 |
| 1963      | Car 54, Where Are You?                            | Asistente Clark           | Episodio: "Joan Crawford Didn't Say No"                        |
| 1969      | Search for Tomorrow                               | Larry Carter              | Episodios desconocidos                                         |
| 1970      | Hastings Corner                                   | Corey Honker/Morey Honker | Película de televisión                                         |
| 1972      | Circle of Fear                                    | David Wells               | Segmento: "Elegy for a Vampire"                                |
| 1973      | Mr. Inside/Mr. Outside                            | Det. Lou Isaacs           | Película de televisión                                         |
| 1973      | The F.B.I                                         | Abel Norton               | "The Confession"                                               |
| 1975–1982 | Barney Miller                                     | Capt. Barney Miller       | 170 episodios                                                  |
| 1976      | The Love Boat                                     | Andrew Canaan             | Película de televisión                                         |
| 1976      | How to Break Up a Happy Divorce                   | Tony Bartlett             | Película de televisión                                         |
| 1978      | Dorothy Hamill Presents Winners                   |                           | Especial de variedades                                         |
| 1980      | Father Figure                                     | Howard                    | Película de televisión                                         |
| 1981      | El Show de los Muppets                            | Él mismo                  | Temporada 5, Episodio 17                                       |
| 1982      | I Do! I Do!                                       | Él (Michael)              | Película de televisión                                         |
| 1983      | Starflight: The Plane That Couldn't Land          | Josh Gilliam              | Película de televisión                                         |
| 1983      | The Other Woman                                   | Lou Chadway               | Película de televisión                                         |
| 1984      | Second Edition                                    | Cliff Penrose             | Película de televisión                                         |
| 1985      | My Wicked, Wicked Ways: The Legend of Errol Flynn | Jack L. Warner            | Película de televisión                                         |
| 1986      | Blacke's Magic                                    | Alexander Blacke          | 13 episodio                                                    |
| 1987      | The Grand Knockout Tournament                     | Él mismo                  | Especial de televisión                                         |
| 1989      | Dream Breakers                                    | Harry Palliser            | Película de televisión                                         |
| 1990      | The Ray Bradbury Theater                          | Capitán Black             | Episodio: "Mars Is Heaven"                                     |
| 1991      | The Golden Girls                                  | John Neretti              | Episodio: "What a Difference a Date Makes"                     |
| 1992–1993 | Jack's Place                                      | Jack Evans                | 18 episodio                                                    |
| 1994      | American Experience                               | Narrador                  | Episodio: "America and the Holocaust: Deceit and Indifference" |
| 1994      | CBS Schoolbreak Special                           | Rabino Markovitz          | Episodio: "The Writing On the Wall"                            |
| 1994–1995 | The Boys Are Back                                 | Fred Hansen               | 18 episodios                                                   |
| 1995      | The Colony                                        | Philip Denig              | Película de televisión                                         |
| 1996      | Nowhere Man                                       | Senador Wallace           | Episodio: "Gemini"                                             |
| 1996-2001 | Touched by an Angel                               | Varios papeles            | 2 episodios                                                    |
| 1998      | Biography                                         | Narrador                  | Episodio: "Confucius: Words of Wisdom"                         |
| 1998      | Killers in the House                              | Arthur Pendleton          | Película de televisión                                         |
| 1999      | La Niñera                                         | Maury Sherry              | Episodio: "California, Here We Come"                           |
| 1999      | The Rockford Files: If It Bleeds... It Leads      | Ernie Landale             | Película de televisión                                         |
| 1999      | The Drew Carey Show                               | Mr. Van Zandt             | Episodio: "Brotherhood of Man"                                 |
| 2000      | Rude Awakening                                    | Judge Howard Barrett      | Episodio: "Judging Billie"                                     |
| 2001      | Lloyd in Space                                    | Old Lloyd Nebulon         | Voz, Episodio: "Halloween Scary Fun Action Plan"               |
| 2002      | Gilmore Girls                                     | Chad                      | Episodio: "There's the Rub"                                    |
| 2002      | El Proyecto Zeta                                  | Dr. Eli Selig             | Voz, Episodio: "The Hologram Man"                              |
| 2002      | The Glow                                          | Arnold Janusz             | Película de televisión                                         |
| 2003      | Law & Order: Criminal Intent                      | Mr. Turner                | Episodio: "Suite Sorrow"                                       |
| 2004      | Will & Grace                                      | Alan                      | Episodio: "A Gay/December Romance"                             |
| 2005      | Huff                                              | Judge Bork                | Episodio: "The Sample Closet"                                  |
| 2005      | The King of Queens                                | Bernard                   | Episodio: "Catching Hell"                                      |
| 2006      | Viviendo con Fran                                 | Hal                       | Episodio: "The Whole Clan with Fran"                           |
| 2006–2007 | The Bold and the Beautiful                        | Jerry Kramer              | 6 episodios                                                    |
| 2008      | A Kiss at Midnight                                | Arthur Wright             | Película de televisión                                         |
| 2010      | In Security                                       |                           | Película de televisión                                         |
| 2010      | Hot in Cleveland                                  | Alex                      | Episodio: "Meet the Parents"                                   |
| 2011      | Outside the Box                                   | Father Merrin             | Episodios desconocidos                                         |
| 2012      | NTSF:SD:SUV::                                     | C.T. Dalton               | Episodio: "Prairie Dog Companion"                              |
| 2013      | The Mindy Project                                 | Manny                     | Episodio: "Mindy's Brother"                                    |
| 2013      | Supernatural                                      | Rabino Isaac Bass         | Episodio: "Everybody Hates Hitler"                             |
| 2014      | 2 Broke Girls                                     | Lester                    | Episodio: "And the New Lease on Life"                          |
| 2016      | Royal Pains                                       | Dr. Joe Whitcomb          | Episodio: "Saab Story"                                         |
| 2016–2021 | American Housewife                                | MR. Montez                | Episodio: "Krampus Katie"                                      |
| 2018      | Law & Order: Special Victims Unit                 | Leonard Maxwell           | Episodio: "Mama"                                               |
| 2019      | Grey's Anatomy                                    | Bird                      | Episodio: "Reunited"                                           |